# Elizabeth Simmonds
Elizabeth Simmonds (Beverley, 22 gennaio 1991) è un'ex nuotatrice britannica.
Specializzata nel dorso, ha partecipato alle Olimpiadi di Pechino 2008 ottenendo i seguenti risultati: 10º nei 100m dorso e 6º nei 200m. Si è ritirata nel luglio 2018.

## Palmarès
- Mondiali in vasca corta

Manchester 2008: argento nei 200m dorso e bronzo nella 4x100m misti.
- Europei

Eindhoven 2008: oro nella 4x100m misti.
Budapest 2010: oro nei 200m dorso e nella 4x100m misti e argento nei 100m dorso.
Berlino 2014: argento nei 200m dorso e bronzo nella 4x100m misti.
- Europei in vasca corta

Helsinki 2006: bronzo nei 200m dorso e nella 4x50m misti.
Fiume 2008: bronzo nei 200m dorso.
- Giochi del Commonwealth

Delhi 2010: argento nei 200m dorso.
Glasgow 2014: argento nella 4x100m misti.
- Europei giovanili

Palma di Maiorca 2006: oro nei 200m dorso e argento nei 100m dorso.
Anversa 2007: oro nei 100m dorso, nei 200m dorso, nei 200m misti e nella 4x100m misti e argento nei 50m dorso.